# Isdera Imperator
La Isdera Imperator est une supercar construite de 1984 à 1991 par le constructeur allemand Isdera. Elle reprend le design du concept car Mercedes-Benz CW 311, mis au point par le fondateur d'Isdera. Elle est dotée de portes papillon, et son unique rétroviseur est fixé sur le toit.